# Youri Bezmenov
Youri Bezmenov (en russe : Юрий Александрович Безменов, Iouri Aleksandrovitch Bezmenov), aussi connu sous le nom de Tomas David Schuman (né en 1939 à Mytichtchi (république socialiste fédérative soviétique de Russie, oblast de Moscou, Union des républiques socialistes soviétiques) et mort en janvier 1993 à Windsor (Ontario, Canada)), travaille en tant que journaliste pour l'agence de presse Novosti mais ses réels employeurs sont le KGB. Son véritable travail consiste à poursuivre les objectifs de l'Union Soviétique (URSS). 
Après avoir développé du ressentiment à l'égard du KGB et de l'URSS, il décide de faire défection et de passer à l'Ouest, obtenant l'asile au Canada.

## Biographie

### Jeunesse
Bezmenov né en 1939 à Mytishchi (près de Moscou). Son père, officier supérieur dans l'armée soviétique est envoyé à l'étranger pour y superviser l'inspection des troupes soviétiques comme en Mongolie ou à Cuba.
A l'âge de 17 ans, Bezmenov intègre l'Institut des langues orientales de l'Université d'État de Moscou, qui est alors sous le contrôle direct du KGB et du Comité central du Parti communiste de l'Union soviétique. En plus des langues, il y apprend l'histoire, la littérature et la musique et devient expert en culture indienne. Durant sa deuxième année, Bezmenov cherche à s'approprier le style indien, une démarche encouragée par ses professeurs, les jeunes diplômés étant destinés à une carrière comme diplomates, journalistes ou espions. 

### Carrière
Après avoir été assigné à un poste en Inde, Youri Bezmenov finit par apprécier les Indiens et leur culture alors qu'au même moment il commence à avoir des ressentiments à l'égard de l'oppression du KGB sur les intellectuels qui s'opposent à la politique de Moscou. Il décide alors de passer à l'Ouest. Après  une planification minutieuse, il se déguise en hippie en février 1970 avec une fausse barbe et une perruque et rejoint un voyage organisé grâce auquel il réussit à partir pour Athènes. Après avoir contacté l'ambassade américaine et passé des entretiens approfondis avec les services de renseignement américains, il reçoit l'asile du Canada.
Bezmenov est connu surtout pour ses conférences et ses livres anticommunistes et pro américains dans les années 1980 démontant la subversion communiste à l'œuvre à l'Ouest.
En 1984, il donne une entrevue à G. Edward Griffin, un membre de la John Birch Society, un groupe anticommuniste. Bezmenov explique dans cette interview les méthodes utilisées par le KGB pour pervertir secrètement le système démocratique des États-Unis.
Il écrit le livre Love Letter to America, sous le pseudonyme de Tomas D. Schuman. Dans ce livre, il déclare à propos de lui-même : « Comme dans la vraie vie de Winston Smith, du livre 1984 de George Orwell, Tomas Schuman travaillait pour l'équivalent du Ministère de la Vérité de Orwell - l'agence de presse Novosti. Novosti, qui signifie « nouvelles » en Russe, existe pour produire des histoires fausses et partiales et les implanter dans les médias étrangers. Le but de cette activité du KGB est la « désinformation ». »
Bezmenov était associé à la World Information Network (WIN) en Californie.

## Théories
Youri Bezmenov, en 1983, indique qu'il ne serait « pas surpris » si l'Union soviétique avoue avoir tiré sur l'avion du Vol Korean Air Lines 007 pour tuer le député conservateur américain Larry McDonald. Larry McDonald était aussi le président de la John Birch Society et considérait le communisme comme une conspiration internationale.

Selon Bezmenov, 15 % seulement de l'argent communiste alloué à l'Ouest concerne le renseignement, les autres 85 % sont alloués à la subversion. 
« Ce que cela signifie essentiellement, c'est : changer la perception de la réalité de chaque Américain à tel point que, malgré l'abondance d'informations, personne n'est capable de tirer des conclusions sensées dans l'intérêt de sa défense, de celle de sa famille, de sa communauté et de son pays. »
Selon Bezmenov, dans une société démocratique de nombreux mouvements s'opposent à la société : simples criminels, personnes contre la politique de l'État pour des raisons idéologiques, ennemis déclarés, personnalités psychotiques qui s'opposent à tout. Ces profils sont ceux qui vont être visés par les agents subversifs qui vont les acheter, les subvertir et les recruter afin de les faire agir dans une même direction jusqu'à ce que cette action collective mette la société en crise. Les domaines d'application de la subversion sont la religion (la détruire, la ridiculiser, la remplacer par divers sectes et cultes), l'éducation (détourner les gens d'un enseignement constructif, pragmatique et efficace), la vie sociale (remplacer des institutions et organisations traditionnelles par de la bureaucratie qui enlève aux gens toute responsabilité et initiative), la structure du pouvoir (décrédibilisation des organes de l'État comme la police), les relations de travail (grèves et parasitisme syndical), les lois et l'ordre (par l'exigence de l'égalité).
Il explique que la déstabilisation d'une société est produite en la démoralisant par l'émiettement du corps social en divers sous-groupes qui vont entrer dans un processus de radicalisation des relations sociales et lutter contre l'État ou contre d'autres sous-groupes, il désigne spécialement ceux dont les comités directeurs ne sont pas élus et qui réclament du pouvoir. Le résultat de la crise finale est soit la guerre civile, soit l'invasion étrangère, citant respectivement le Liban, l'Afghanistan et le Bangladesh. Après le changement de régime, « la révolution mange ses enfants » c'est-à-dire que les nouveaux dirigeants n'ont plus besoin de révolutionnaires et d'agitation, les agitateurs sont donc éliminés.
Pour Bezmenov il faut environ 15 ans pour que l'action démoralisatrice change le cours d'un pays, c'est le temps qu'il faut pour retourner une génération d'étudiants, sans interférence des valeurs patriotiques traditionnelles. Il rejoint dans son analyse de la subversion une dissidente du Parti communiste des États-Unis d'Amérique des années 1940, Bella Dodd.
Selon Paul Ratner, journaliste pour le site internet Big Think, la similarité de la société subvertie décrite par Bezmenov avec celle des États-Unis du début du XXIe siècle est frappante : « une société de tribus polarisées, certaines personnes rejetant carrément les faits au profit de récits et d'opinions. ».

## Publications

### Essais
- WIN PANORAMA (livres et cassettes) ;
- WIN PANORAMA news letter ;
- No Novosti is Good News  (ISBN 0-935090-17-7), 1985) ;
- World Thought Police (ASIN B0007246RO, 1986) ;
- KAL 007 ;
- Tomas Schuman, Love Letter to America, Los Angeles : NATA, 1984.  (ISBN 978-0-935090-13-0). OCLC 19468210.
- Black is Beautiful, Communism is Not, Almanac-Press, 1985.  (ISBN 978-0-935090-18-5). OCLC 62325386.

### Cassettes
- Cassette : « Radio Moscow »
- WIN PANORAMA (livres et cassettes) ;

## Dans la culture
Une interview de Youri Bezmenov de 1984 a servi de base au jeu vidéo Call of Duty Black Ops : Cold War. Dans cette interview, il mettait les États-Unis en garde contre la technique marxiste consistant à conquérir un pays par la « subversion idéologique ». 